# Демократический и социальный центр
Демократический и социальный центр (исп. Centro Democrático y Social, CDyS o CDS) — центристская социал-либеральная политическая партия в Испании, основанная в 1982 году бывшим премьер-министром Адольфо Суаресом. В 2006 году самораспустилась, после чего большая часть её оставшихся членов присоединились к Народной партии.

## История
Партия была основана 29 июля 1982 года Адольфо Суаресом, который после смерти Франсиско Франко возглавил испанское правительстве и стал главным архитектором перехода страны к демократии. В мае 1977 года в преддверии первых за много лет свободных выборов Суарес создал коалицию Союз демократического центра (СДЦ), которая после победы на выборах преобразовалась в одноимённую партию. В 1981 году, после пяти лет правления Суарес был вынужден уйти в отставку с постов премьер-министра и партийного лидера из-за падения популярности и растущих противоречий в правящей партии.
Уйдя в отставку Суарес остался в политике. Потерпев поражение в борьбе за контроль над созданной им партией, он в июле 1982 года покинул её вместе с Агустином Родригесом Саагуном (министр в кабинетах Суареса) и другими сторонниками. Всего из СДЦ ушли 15 депутатов. В октябре они создают собственную партию, назвав её Демократический и социальный центр (ДСЦ). На первых для себя выборах в октябре 1982 года только что организованная центристская партия смогла завоевать только два места в Конгрессе депутатов, нижней палате испанского парламента. В 1983 году после самороспуска Союза демократического центра ряд его бывших руководителей переходят в ДСЦ. В том же году на первых для себя муниципальных выборах партия получает 1,77 % голосов, на проходивших одновременно региональных она выступила успешнее, собрав 3,19 % голосов. В июле 1985 года к ДСЦ присоединяется Партия либерального действия во главе с политиком и издателем Игнасио Камуньясом, одним из основателем Союза демократического центра.

### Подъём ДСЦ
К 1986 году положение ДСЦ резко улучшилось. На очередных выборах в июне партия смогла увеличить более чем в три раза свою долю голосов, с 2,87 % до 9,22 %, завоевав 19 мест в Конгрессе и став третьей по силе партий в парламенте и ведущей центристской партией в Испании. Во многом успех ДСЦ и Суареса связан с окончательным развалом СДЦ, который после провала на выборах 1982 года самораспустился. Многие из тех, кто ранее голосовал за СДЦ теперь отдали свои голоса ДСЦ, не желая голосовать ни за более левую ИСРП, ни за более правый Народный альянс. В ходе избирательной кампании Суарес сделал упор на своём собственном опыте в качестве главы правительства, критике социалистов за невыполнение предвыборных обещаний, отстаивании более независимой внешней политике и улучшению положения бедных испанцев. Эта стратегия позволила ему помимо сторонников уже несуществующего СДЦ также привлечь голоса разочаровавшихся в ИСРП.
Наибольших успехов ДСЦ добился на выборах в июне 1987 года. На первых в истории Испании выборах в Европарламент за партию Суареса проголосовали 10,3 % избирателей. На муниципальных выборах партия получила 9,8 % голосов. На региональных ДСЦ набрал голосов ещё больше, 14,1 %. Особенно успешно Демократический и социальный центр выступил на Канарских островах. Набрав 19,6 %, партия смогла получить 13 мест в Канарском парламенте и опередить своего главного конкурента — Народный альянс. После выборов ДСЦ создал коалицию с Канарскими независимыми и Народным альянсом, благодаря чему региональное правительство возглавил член Демократического и социального центра Фернандо Фернандес Мартин, главный невролог Канарской университетской больницы в Тенерифе. Кроме того, члены партии стали мэрами таких крупных городов как Лас-Пальмас, Авила и Сеговия.
Опрос, проведённый в конце 1987 года показал ещё более высокую поддержку партии, дав Суаресу рейтинг равный с Фелипе Гонсалесом, лидером правящих на тот момент социалистов. Выступления Суареса за меньшую зависимость от США, обращённые к антиамериканским настроениям части испанцев, и его призывы усилить роль государства в предоставлении социальных услуг и обеспечении справедливого распределения доходов нашли отклик среди рабочих, многие из которых все больше и больше проявляли недовольство экономической политикой Гонсалеса, находя её более консервативной, чем ожидалось.
Завоевав в 1987 году 7 мест в Европарламенте, ДСЦ присоединился к парламентской группе Европейской либерально-демократической и реформистской партии. Начиная с 1988 года, партия была членом Либерального Интернационала, причём, с 1988 по 1991 году Суарес был президентом интернационала.

### Падение ДСЦ
Закрепить свои успехи ДСЦ и Суаресу не удалось. На выборах 1989 года партия смогла получить только 7,9 % голосов и всего 14 мест, став четвёртой в стране силой по популярности и лишь пятой по парламентским мандатам. На выборах в Европарламент того же года ДСЦ смог набрать 7,1 % голосов и завоевал всего лишь 5 мест.
В 1990 году ДСЦ покидает Жозеп Мелиа, основав новую партию — Центристы Балеарских островов (кат. Centristes de Balears).
В 1990-х годах популярность партии стала быстро падать. На муниципальных выборах в мае 1991 года партия смогла привлечь на свою сторону только 3,9 % избирателей. На региональных ДСЦ также выступил хуже чем в 1987 году, набрав от 0,8 % в Стране Басков до 8,3 % голосов в Кастилии и Леоне. Адольфо Суарес уходит в отставку с поста президента партии и объявляет о завершении своей политической карьеры. Летом ДСЦ покидают ряд лидеров: Иньиго Каверо (министр в кабинетах Суареса) переходит в Народную партию, известный в Испании юрист, экономист и популяризатор науки Эдуардо Пунсет создаёт свою либерально-центристскую партию «Форум». В июне 1992 года из партии выходит Канарское отделение, на базе которого формируется Канарский независимый центр (исп. Centro Canario Independiente).
На очередных парламентских выборах в 1993 году партия получила лишь 1,8 % голосов, оставшись без парламентского представительства. В Мадриде ей не хватило 440 голосов, чтобы преодолеть 3-процентный барьер. Некоторые руководители ДСЦ поднимают вопрос о самороспуске, но остаются в меньшинстве. Бывший пресс-секретарь и генсекретарь партии Антони Фернандес Тейхидо переходит в партию Демократическая конвергенция Каталонии. В выборах в Европарламент 1994 года ДСЦ принимал участие совместно с партией «Форум» Эдуардо Пунсета. Создание коалиции не спасло ДСЦ от нового поражения: партия не смогла получить даже одного процента голосов, потеряв все свои места в Европарламенте.
4 февраля 1995 года, в преддверии местных и региональных выборов, ДСЦ, Либерально-социальный союз (позднее покинул коалицию) и Партия «зелёных» решили создать коалицию Центристский союз (исп. Unión Centrista, UC). В марте к объединению присоединились либералы из Ассоциации Ховельянос и Либерально-демократическая партия. На муниципальных выборах в мае 1995 года новое образование получило всего лишь 0,29 % голосов. В региональных выборах того же года ДСЦ и его союзники приняли участие в менее чем половине регионов страны, набрав от 0,23 % голосов в Валенсии до 1,78 % в Астурии. С ноября 1995 года партия сменила название на Центристский союз—ДСЦ. В парламентских выборах 1996 года партия приняла участие под руководством Фернандо Гарсии Фруктуосо, набрав 0,18 % голосов.
В июне 1999 года Центристский союз—ДСЦ принял участие в выборах в Европарламент, получив в итоге 0,18 % голосов. На региональных выборах того же года партия собрала от 0,04 % голосов в Каталонии до 0,72 % в Кастилии и Леоне. На муниципальных выборах, прошедших одновременно с европейскими, Центристский союз—ДСЦ набрал 0,3 % голосов. Несмотря на в целом неудачное выступление на выборах, партии удалось добиться избрания мэром Сеговии своего кандидата Хосе Антонио Лопеса Арранса. В марте 2000 года на очередных парламентских выборах партия, возглавляемая юристом и предпринимателем Марио Конде получила всего лишь 0,1 % голосов.
В октябре 2002 года партия вернулась к своему первоначальному названию — Демократический и социальный центр. В том же году группа членов партии покинули её и присоединились к Националистической партии Кастилии и Леона, на базе которой был создан Либерально-центристский союз (исп. Unión Centrista Liberal, UCL). На муниципальных выборах в мае 2003 года ДСЦ получил 0,1 %, а на прошедших одновременно региональных набрала от 0,11 % в Астурия до 0,22 % в Мадриде. В сообществе Валенсия партия участвовала в выборах в составе коалиции с Валенсийским союзом, получив в итоге 3,03 %, но всё равно оставшись без мандатов. В марте 2004 года на очередных парламентских выборах партия во главе с Тересой Гомес-Лимон смогла привлечь голоса 0,13 % избирателей.
В 2005 году состоялся последний съезд Демократического и социального центра под председательством Терезы Гомес-Лимон. На нём было принято решение слиться с консервативной Народной партией. На тот момент в ДСЦ состояло около 3000 членов, в том числе, 54 депутатов городских советов. 18 февраля 2006 года партия Демократический и социальный центр была официально распущена, большинство её членов присоединились к Народной партии. Группа членов партии под руководством Франсиско Кабра создают свою организацию, под названием Европейский демократический центр (исп. Centro Democrático Europeo, CDE). Другая группа решает сохранить партию.
В городе Эспаррегера существует Ассоциация Демократический и социальный центр (исп. Asociación Centro Democrático y Social), которая в 2010 году зарегистрировала права на бренд «Демократический и социальный центр».

## Возрождение партии
Часть членов ДСЦ отказались сливаться с Народной партией, но оказались в меньшинстве. Их возглавили «суаристы» Фабиан Вильялабейтиа Копена и Карлос Фернандес Гарсия. Они провели внеочередной партийный конгресс, следуя всем пунктам, которые имелись в Уставе ДСЦ. На этом съезде Вильялабейтиа был избран председательствовать на новом конгрессе, на котором планировалось выбрать национального президента партии. В 2007 году после судебного разбирательства они получили право использовать название Демократический и социальный центр. Параллельно с группой Вильялабейтиа—Гарсии действовала другая группа во главе с Виктором Сарто Лореном, создавшие партию Либерально-демократический центр (исп. Centro Democrático Liberal).
На местных выборах 2007 года партия получила 14 000 голосов и 38 мест в городских советах. В марте 2008 года оба преемника ДСЦ приняли участие в очередных парламентских выборах. Новый ДСЦ смог выставить свои списки только в двух провинциях, а ЛДЦ в четырёх провинциях. В результате обе партии получили по 0,1 % голосов каждая.
В 2011 году Франсиско Кабра присоединяется к Народной партии, пытаясь положить конец попыткам реанимировать Демократический и социальный центр и использовать имя Адольфо Суареса. В том же году партия не была допущена к выборам из-за неспособности Фатима Арбело и Антонио Фидальго Мартина, претендовавших на лидерство, договориться между собой. В феврале 2014 года Либерально-демократический центр вошёл в состав партии «Граждане».

## Конгрессы ДСЦ
- 2—3 октября 1982 — I (Мадрид). Учреждена партия Демократический и социальный центр. Первым президентом избран Адольфо Суарес.
- 13—14 сентября 1986 — II (Мадрид). Президентом партии переизбран Адольфо Суарес (96,9 %).
- 10—11 февраля 1990 — III (Торремолинос). Президентом переизбран Адольфо Суарес (83,9 %).
- 28—30 сентября 1991 — IV (Кантобланко, Мадрид). Новым президентом избран Рафаэль Кальво Ортега[исп.] (56,7 %), победив ставленника Суареса, новым генсекретарём стал Антони Фернандес Тейхидо[исп.], опередив ставленников Суареса и Ортеги.
- 12—13 декабря 1992 — V (Мадрид). Президентом переизбран Рафаэль Кальво Ортега (84 %).
- 17 июля 1993 — VI (Мадрид). Генсекретарь Хосе Луис Гомес Кальсеррада предлагает распустить партию, получив поддержку 24 % делегатов.
- 17—18 июля 1994 — VII
- октябрь 1995 — VIII. Партия преобразуется в Центристский союз—ДСЦ, в который также вошли Либерально-демократическая партия и Партия «зелёных».
- 29 ноября 1999 — IX (Мадрид)
- 4 июня 2001 — чрезвычайный. Делегаты ратифицируют интеграцию с Народной партией.
- октябрь 2002 — X. Возвращается прежнее наименование.
- ноябрь 2005 — XI. Принято окончательное решение присоединиться к Народной партии.
- 2007 — XII. Принято решение возродить партию.
- январь 2008 — XIII
- 2009 — чрезвычайный

## Руководство

### Генеральные секретари
- декабрь 1982—сентябрь 1986 — Хосе Рамон Касо
- сентябрь 1986—февраль 1987 — Хесус Мария Виана
- февраль 1987—сентябрь 1991 — Хосе Рамон Касо
- сентябрь 1991—декабрь 1992 — Антони Фернандес Тейхидо[исп.]
- декабрь 1992—июль 1993 — Хосе Луис Гомес Кальсеррада
- июль 1993—июль 1994 — нет
- июль 1994—октябрь 1995 — Фернандо Гарсия Фруктуосо
- октябрь 1995—ноябрь 1999 — Фернандо Гарсия Фруктуосо (генеральный координатор)
- ноябрь 1999—октябрь 2002 — нет
- октябрь 2002—ноябрь 2005 — Хосе Рейра
- ноябрь 2005—январь 2008 — нет
- январь 2008—2009 — Хесус Ромеро

### Национальные президенты
- октябрь 1982 — май 1991 — Адольфо Суарес
- май—сентябрь 1991 — Хосе Рамон Касо (временно и. о.)
- сентябрь 1991 — ноябрь 1999 — Рафаэль Кальво Ортега
- ноябрь 1999 — октябрь 2002 — Тереса Гомес-Лимон (Центристский союз) и Хосе Морейра (ДСЦ)
- октябрь 2002 — ноябрь 2005 — Тереса Гомес-Лимон
- ноябрь 2005 — и. о. Франсиско Кабра, Хосе Морейрас и Тереса Гомес-Лимон
- 2007 — Фабиан Вильялабейтиа Копена (временный)
- январь 2008—2009 — Карлос Фернандес Гарсия
- 2009 — ? — Франсиско Кабраль

## Результаты выборов
В Генеральные кортесы Испании
| Год  | Результат | Результат | Результат | Места     | Места    | Лидер                     | Победитель |
| Год  | Голоса    | %         | #         | Конгресс  | Сенат    | Лидер                     | Победитель |
| ---- | --------- | --------- | --------- | --------- | -------- | ------------------------- | ---------- |
| 1982 | 604 309   | 2,9       | #6        | 2 из 350  | 0 из 208 | Адольфо Суарес            | ИСРП       |
| 1986 | 1 861 912 | 9,2       | #3        | 19 из 350 | 3 из 208 | Адольфо Суарес            | ИСРП       |
| 1989 | 1 617 716 | 7,9       | #4        | 14 из 350 | 1 из 208 | Адольфо Суарес            | ИСРП       |
| 1993 | 414 740   | 1,8       | #5        | 0 из 350  | 0 из 208 | Рафаэль Кальво Ортега     | ИСРП       |
| 1996 | 44 771    | 0,2       | #15       | 0 из 350  | 0 из 208 | Фернандо Гарсия Фруктуосо | НП         |
| 2000 | 23 576    | 0,1       | #19       | 0 из 350  | 0 из 208 | Марио Конде               | НП         |
| 2004 | 34 101    | 0,1       | #19       | 0 из 350  | 0 из 208 | Тереса Гомес-Лимон        | ИСРП       |
| 2008 | 1 362     | 0,005     | #60       | 0 из 350  | 0 из 208 | Карлос Фернандес Гарсия   | ИСРП       |

В Европейский парламент
| Год  | Результаты | Результаты | Результаты | Места   | Кандидат                |
| Год  | Голоса     | %          | #          | Места   | Кандидат                |
| ---- | ---------- | ---------- | ---------- | ------- | ----------------------- |
| 1987 | 1 976 093  | 10,3       | #3         | 7 из 60 | Эдуардо Пунсет          |
| 1989 | 1 133 429  | 7,1        | #3         | 5 из 60 | Хосе Рамон Касо         |
| 1994 | 183 418    | 1,0        | #7         | 0 из 64 | Эдуардо Пунсет          |
| 1999 | 38 911     | 0,2        | #11        | 0 из 64 | Хосе Мануэль Ново       |
| 2004 | 11 820     | 0,1        | #11        | 0 из 54 | Тереса Гомес-Лимон      |
| 2009 | 10 144     | 0,1        | #18        | 0 из 54 | Антонио Фидальго Мартин |